# ABBA Live
ABBA Live — концертный альбом шведской группы ABBA, выпущенный лейблом Polar Music в 1986 году. Ко времени релиза популярность группы упала до рекордно низких значений, и ни один из бывших участников квартета не участвовал в работе над записями. Более того, музыканты ранее планировали выпустить подобный альбом, но все проекты были ими отвергнуты.

## Об альбоме
ABBA Live преимущественно состоит из записей 1979 года на Wembley Arena (кстати, там же была записана «живая» версия песни «The Way Old Friends Do»), дополненных выступлениями из австралийского турне 1977 года и телевизионного шоу Dick Cavett Meets ABBA (1981). Студийные дополнения, сделанные продюсером альбома и бывшим студийным инженером группы Майклом Третовом, в основном представляли собой сделанный на синтезаторе бит и утяжелённые басы, столь типичные для музыки второй половины 1980-х. Некоторые песни подверглись более значительным изменениям: так, концертная запись «Does Your Mother Know» (1979) была сокращена на пять минут из-за того, что она исполнялась вместе с «Hole In Your Soul».
К разочарованию критиков и фанатов, на альбом не были помещены записи, которые группа исполняла только на концертах («I Am An A», «Get On The Carousel», «I’m Still Alive» и др. — см. список невыпущенных работ), а также оригинальные версии песен из мини-мюзикла The Girl with the Golden Hair: «Thank You For The Music», «I Wonder (Departure)» and «I’m A Marionette», слегка отличавшиеся мелодией и текстом от студийных треков с альбома ABBA — The Album.
ABBA Live был не очень успешен в коммерческом отношении: в Швеции высшей позицией альбома стала 49-я, и релиз продержался в чартах лишь две недели. В Бельгии альбом достиг 39-й позиции в хит-параде альбомов; в Австралии, где середине 70-х была отмечена полным доминированием группы в чартах, слушатели приобрели менее 8 тысяч копий альбома.
В 1997 году лейбл Polydor/Polar переиздал альбом, подвергнутый ремастерингу 
 Polydor 533 986-2 / EAN 0731453398627 (1997).
В настоящее время ABBA Live официально не продаётся.

## Список композиций
| Название                                      | Длительность | Авторы                       | Время записи | Место записи           |
| Сторона А                                     | Сторона А    | Сторона А                    | Сторона А    | Сторона А              |
| --------------------------------------------- | ------------ | ---------------------------- | ------------ | ---------------------- |
| «Dancing Queen»                               | 3:42         | Андерсон, Андерссон, Ульвеус | ноябрь 1979  | Уэмбли Арена           |
| «Take a Chance on Me»                         | 4:22         | Андерссон, Ульвеус           | ноябрь 1979  | Уэмбли Арена           |
| «I Have A Dream»                              | 4:23         | Андерссон, Ульвеус           | ноябрь 1979  | Уэмбли Арена           |
| «Does Your Mother Know»                       | 4:09         | Андерссон, Ульвеус           | ноябрь 1979  | Уэмбли Арена           |
| «Chiquitita»                                  | 5:21         | Андерссон, Ульвеус           | ноябрь 1979  | Уэмбли Арена           |
| Сторона Б                                     |              |                              |              |                        |
| «Thank You for the Music»                     | 3:40         | Андерссон, Ульвеус           | ноябрь 1979  | Уэмбли Арена           |
| «Two for the Price of One»                    | 3:31         | Андерссон, Ульвеус           | апрель 1981  | Dick Cavett Meets ABBA |
| «Fernando»                                    | 5:22         | Андерсон, Андерссон, Ульвеус | март 1977    | австралийское турне    |
| «Gimme! Gimme! Gimme! (A Man After Midnight)» | 3:17         | Андерссон, Ульвеус           | апрель 1981  | Dick Cavett Meets ABBA |
| «Super Trouper»                               | 4:23         | Андерссон, Ульвеус           | апрель 1981  | Dick Cavett Meets ABBA |
| «Waterloo»                                    | 3:34         | Андерссон, Ульвеус           | ноябрь 1979  | Уэмбли Арена           |
| Бонус-треки на CD                             |              |                              |              |                        |
| «Money, Money, Money»                         | 3:20         | Андерссон, Ульвеус           | март 1977    | австралийское турне    |
| «The Name of the Game» / «Eagle»              | 9:37         | Андерсон, Андерссон, Ульвеус | ноябрь 1979  | Уэмбли Арена           |
| «On and On and On»                            | 4:01         | Андерссон, Ульвеус           | апрель 1981  | Dick Cavett Meets ABBA |

## Участники записи
- Вокал: Агнета Фельтског, Анни-Фрид Лингстад, Бьорн Ульвеус
- Бас-гитара: Рутгер Гуннарссон
- Гитара: Лассе Велландер, Бьорн Ульвеус
- Ударные: Ола Брункерт
- Клавиши: Бенни Андерссон